# شاين سافاج
شاين سافاج (بالإنجليزية: Shane Savage)‏ هو لاعب كرة قدم أسترالية نيوزيلندي، ولد في 5 يناير 1991 في نيوزيلندا.

## وصلات خارجية
- شاين سافاج على موقع AustralianFootball.com (الإنجليزية)
- شاين سافاج على موقع AFLtables.com (الإنجليزية)